# 히가시이치키 정 미야마

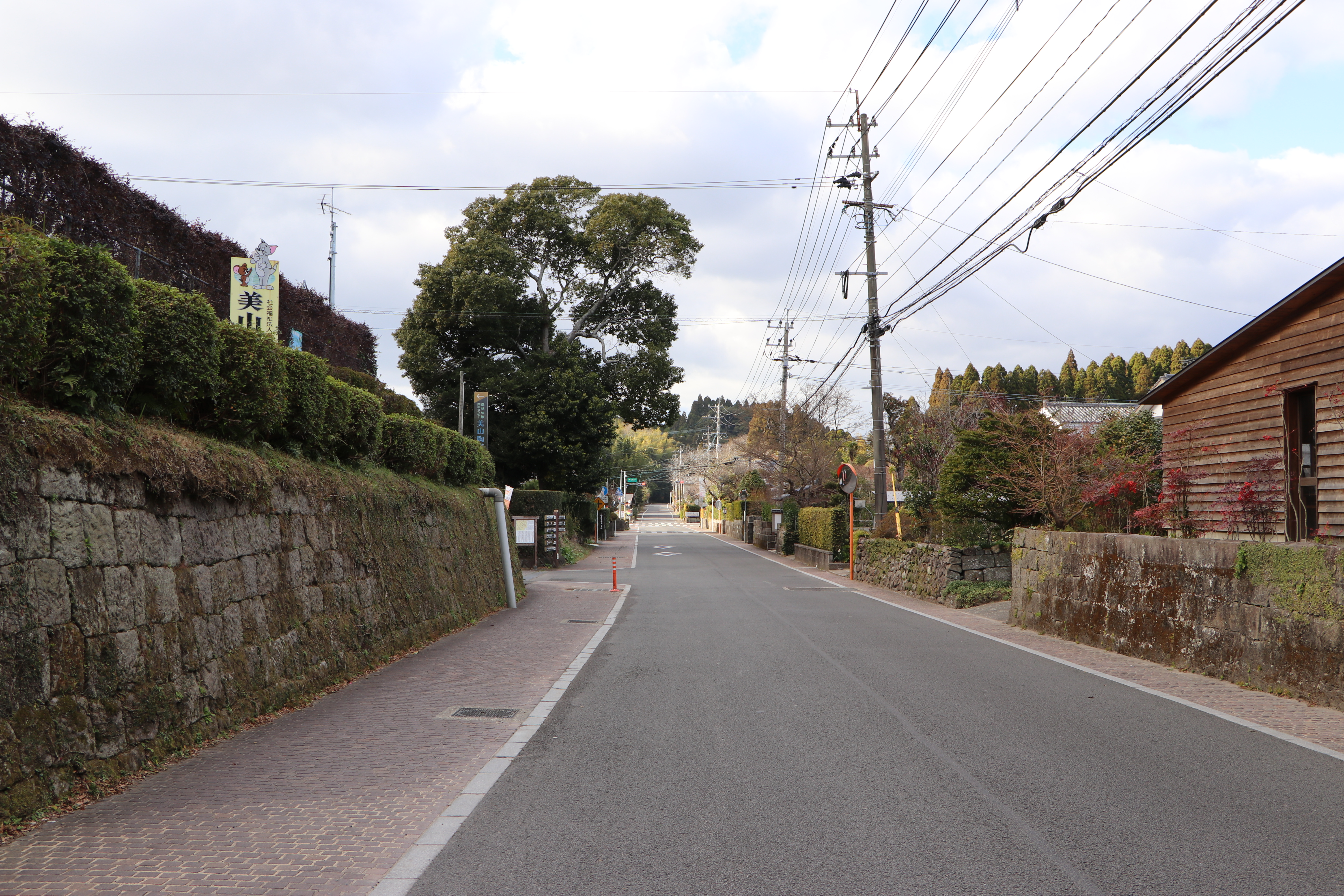

히가시이치키 정 미야마(東市来町美山)는 가고시마현 히오키시의 오아자(大字, 일본의 말단 행정 구획)이다. 1889년 4월 1일에 설치되었으며, 2020년 10월 1일 기준으로 538명, 세대수는 220세대, 지역번호 099번, 우편번호는 899-2431이다.

## 역사
과거에는 나에시로가와(일본어: 苗代川)로 불렸으며 정유재란때 사쓰마번주 시마즈 요시히로에 의하여 끌려온 조선 도공들이 마을을 이루고 살던 곳으로 사쓰마야키(薩摩焼) 기로 유명하다.
1597년 정유재란 남원성 전투에서 박평의를 비롯한 조선인 도공들은 시마즈 군에 포로로 잡혔다. 그 수는 43명에 달했으며, 이듬해 사쓰마국 히오키 군(日置郡)으로 끌려왔다. 시마즈는 귀국 후 얼마안되어 벌어진 세키가하라 전투에 대처하느라 이들에게 신경쓸 겨를이 없었고, 조선인 포로들은 일본 주민들과 언어와 관습문제등으로 대립하는등, 방치상태였다. 이들은 몸에 지닌 기술로 근근히 생계를 꾸려나갔다.
1603년 사쓰마 번이 에도 막부로부터 공인을 받아 정세가 안정되자, 그들을 나에시로가와로 이주시키고, 박평의를 쇼야(庄屋)로 임명하여 도자기제조를 명했다. 번 안의 다른 장소에 잡혀있던 조선인 포로들도 이곳으로 속속 모여들어 조선인 도공마을이 형성되었다. 박평의와 심당길은 마을 북서쪽에 단군을 모시는 다마야마 궁(현재의 다마야마 신사玉山神社 - 일본 가고시마현 히오키시에 있는 단군을 모셨던 신사)을 세웠다.
1673년(엔포 3년) 번주 시마즈 미쓰히사에 의해 영주의 별도 저택이 이 곳으로 옮겨지면서 보호와 통제의 이중정책이 실시된다. 이듬해에는 타지에서 나에시로가와에 시집오는 여성의 경우를 제외하고 마을 사람들의 외부 유출 및 통혼을 전적으로 통제하였고, 일본식 이름이나 일본 의복의 착용등을 금지하였다. 또한, 이들의 도기제작기술은 번청(藩廳)의 엄격한 통제하에 보안을 유지했는데, 영주전용의 자기생산 및 조선식 풍습을 강제적으로 유지시키기 위한 것이었다. 또한 영주의 참근교대(参勤交代)시에는 도공들이 조선식 춤과 노래를 선보여 영주가 구경했으며, 일종의 비서인 고쇼(小姓)를 자체적으로 선발하여 조선 옷을 입혀 에도로 보냈다. 그 대신, 일본인에 의한 마을침범이나 범죄행위를 엄벌로 다스리고, 이들에게 무사신분에 준하는 대우를 함으로써 보상하였다.
이 지역은 지하수위가 낮아 깊은 우물을 파는 기술이 일찍부터 발달하여 1704년(호에 원년)에는 약 160명의 주민이 당시 불모지였던 가사노하라(笠野原台地)로 이주되었다.
1845년 사쓰마 번의 실권을 쥐고 있던 가로(家老) 즈쇼 히로사토가 가마 제조를 지원함과 동시에 전매제도를 개혁하여 주민의 생활개선과 생산량 증대를 시도했다. 이로써 나에시로가와에서 생산된 사쓰마야키는 일본 전역에 널리 알려지게 되었다. 즈쇼가 급사하고 그 일족이 추방된 후에도 나에시로가와의 주민만은 그의 공양탑을 몰래 다마야마 궁에 세워 오랫동안 그 공적을 기렸다고 한다.
메이지 유신이후 정세는 급변하여, 나에시로가와 출신은 사민평등을 위한 신분제도의 개정에서 대부분 평민으로 격하되었다. 이 조치는 주민들에게 충격을 안겨주었다. 이후 주민들은 사쓰마 번에서 변경된 가고시마 현에 사족계급편입 두 번에 걸쳐서 이루어졌다. 메이지 13년에 365명이 신청하였고 이후 메이지 18년 339명이 다시 신청하였으나 모두 각하되었다. 이후, 도공 박수승(朴壽勝)은 가고시마 성하사도고씨(東郷氏)를 사들여 일본식 성을 쓰기 시작한 것은 마지막 사족편입신청이 기각된 후인 1885년의 일이었다. 이는 사족 신분을 유지하기 위한 목적이었으며, 박수승은 다이쇼 시대까지 계속 사쓰마 도자기 제작과 수출에 힘썼다. 이 박수승의 아들이 후의 대일본제국 외무대신 도고 시게노리이다(생존시 도고는 과묵한 성격과 복잡한 향촌사정으로 인해 출신이나 가족에 관해서 거의 언급하지 않았다고 한다).
조선 도공의 후손으로서 자부심을 안고 살아가던 이들은 조선이 일본의 침탈을 당하기 시작하자, 일본인 사회로부터 점차 차별대우를 받게 되었고, 한국병합 이후에는 일본식 성으로 개명하면서 조선의 정체성을 사실상 버리는 결과가 되었다. 나에시로가와 주민과 주변 일본인 사회가 다시 원만한 관계로 돌아가기 시작한 것은 전후부터라고 한다.
1. ↑  산킨코타이. 번의 다이묘를 강제적으로 수도인 에도에 일정 기간 동안 주거케 함으로써 지방의 다이묘를 통제했던 에도 막부의 제도
2. ↑  橋口兼古、五代秀堯、橋口兼柄　『三国名勝図会　巻之8』　1843年
3. ↑  김성아, 마츠바 유키 (2024년 12월 30일). “사쓰마 도공 박수승(東鄕壽勝) 연구 : 나에시로가와계 대표 도공으로서의 활동 공적과 의의”. 《미술사논단》 (한국미술연구소).

## 같이 보기
- 최태영
- 홍윤기
- 인어대방
- 심수관
- 도고시게노리